# 2-kloranilin
2-kloranilin je vnetljiva strupena tekočina, ki ima plamenišče pri 108 °C in vnetišče pri 540 °C; topi se v večini organskih topil. Kloranilin je hud krvni strup, povzroča okvaro rdečih krvnih telesc. Hlapi in tekočina so strupeni in se resorbirajo skozi kožo. Pogoste so okvare jeter in ledvic.